# Episodi di Wandin Valley (nona stagione)
La nona stagione della serie televisiva Wandin Valley è stata trasmessa in anteprima in Australia dalla Seven Network nel corso del 1989.
| nº | Titolo originale                 | Titolo italiano | Prima TV Australia | Prima TV Italia |
| -- | -------------------------------- | --------------- | ------------------ | --------------- |
| 1  | Sanctuary (Part 1)               |                 | 1989               |                 |
| 2  | Sanctuary (Part 2)               |                 | 1989               |                 |
| 3  | Message in a Bottle (Part 1)     |                 | 1989               |                 |
| 4  | Message in a Bottle (Part 2)     |                 | 1989               |                 |
| 5  | Endangered Species (Part 1)      |                 | 1989               |                 |
| 6  | Endangered Species (Part 2)      |                 | 1989               |                 |
| 7  | Play It Again (Part 1)           |                 | 1989               |                 |
| 8  | Play It Again (Part 2)           |                 | 1989               |                 |
| 9  | Mothers and Daughters (Part 1)   |                 | 1989               |                 |
| 10 | Mothers and Daughters (Part 2)   |                 | 1989               |                 |
| 11 | Fool's Gold (Part 1)             |                 | 1989               |                 |
| 12 | Fool's Gold (Part 2)             |                 | 1989               |                 |
| 13 | On the Threshold (Part 1)        |                 | 1989               |                 |
| 14 | On the Threshold (Part 2)        |                 | 1989               |                 |
| 15 | Last of the Summer Wine (Part 1) |                 | 1989               |                 |
| 16 | Last of the Summer Wine (Part 2) |                 | 1989               |                 |
| 17 | Snake in the Grass (Part 1)      |                 | 1989               |                 |
| 18 | Snake in the Grass (Part 2)      |                 | 1989               |                 |
| 19 | Burnout (Part 1)                 |                 | 1989               |                 |
| 20 | Burnout (Part 2)                 |                 | 1989               |                 |
| 21 | Pick of the Crop (Part 1)        |                 | 1989               |                 |
| 22 | Pick of the Crop (Part 2)        |                 | 1989               |                 |
| 23 | Nobody's Fool (Part 1)           |                 | 1989               |                 |
| 24 | Nobody's Fool (Part 2)           |                 | 1989               |                 |
| 25 | Playing with Fire (Part 1)       |                 | 1989               |                 |
| 26 | Playing with Fire (Part 2)       |                 | 1989               |                 |
| 27 | Baby Makes Three (Part 1)        |                 | 1989               |                 |
| 28 | Baby Makes Three (Part 2)        |                 | 1989               |                 |
| 29 | A Ticket to Ride (Part 1)        |                 | 1989               |                 |
| 30 | A Ticket to Ride (Part 2)        |                 | 1989               |                 |
| 31 | Taking a Chance (Part 1)         |                 | 1989               |                 |
| 32 | Taking a Chance (Part 2)         |                 | 1989               |                 |
| 33 | She Loves Me Not (Part 1)        |                 | 1989               |                 |
| 34 | She Loves Me Not (Part 2)        |                 | 1989               |                 |
| 35 | Young Hearts (Part 1)            |                 | 1989               |                 |
| 36 | Young Hearts (Part 2)            |                 | 1989               |                 |
| 37 | Illusions (Part 1)               |                 | 1989               |                 |
| 38 | Illusions (Part 2)               |                 | 1989               |                 |
| 39 | The Food of Love (Part 1)        |                 | 1989               |                 |
| 40 | The Food of Love (Part 2)        |                 | 1989               |                 |
| 41 | Handle with Care (Part 1)        |                 | 1989               |                 |
| 42 | Handle with Care (Part 2)        |                 | 1989               |                 |
| 43 | Fly Away Home (Part 1)           |                 | 1989               |                 |
| 44 | Fly Away Home (Part 2)           |                 | 1989               |                 |
| 45 | Give Me Shelter (Part 1)         |                 | 1989               |                 |
| 46 | Give Me Shelter (Part 2)         |                 | 1989               |                 |
| 47 | Fellow Travellers (Part 1)       |                 | 1989               |                 |
| 48 | Fellow Travellers (Part 2)       |                 | 1989               |                 |
| 49 | Apparitions (Part 1)             |                 | 1989               |                 |
| 50 | Apparitions (Part 2)             |                 | 1989               |                 |
| 51 | Love Is Blind (Part 1)           |                 | 1989               |                 |
| 52 | Love Is Blind (Part 2)           |                 | 1989               |                 |
| 53 | Birthright (Part 1)              |                 | 1989               |                 |
| 54 | Birthright (Part 2)              |                 | 1989               |                 |
| 55 | A Delicate Balance (Part 1)      |                 | 1989               |                 |
| 56 | A Delicate Balance (Part 2)      |                 | 1989               |                 |
| 57 | Defence of the Realm (Part 1)    |                 | 1989               |                 |
| 58 | Defence of the Realm (Part 2)    |                 | 1989               |                 |
| 59 | Just One Look (Part 1)           |                 | 1989               |                 |
| 60 | Just One Look (Part 2)           |                 | 1989               |                 |
| 61 | Can't Buy Me Love (Part 1)       |                 | 1989               |                 |
| 62 | Can't Buy Me Love (Part 2)       |                 | 1989               |                 |
| 63 | Pride and Joy (Part 1)           |                 | 1989               |                 |
| 64 | Pride and Joy (Part 2)           |                 | 1989               |                 |
| 65 | Race Day (Part 1)                |                 | 1989               |                 |
| 66 | Race Day (Part 2)                |                 | 1989               |                 |
| 67 | Hook, Line and Sinker (Part 1)   |                 | 1989               |                 |
| 68 | Hook, Line and Sinker (Part 2)   |                 | 1989               |                 |
| 69 | Bel Canto (Part 1)               |                 | 1989               |                 |
| 70 | Bel Canto (Part 2)               |                 | 1989               |                 |
| 71 | Natural Selection (Part 1)       |                 | 1989               |                 |
| 72 | Natural Selection (Part 2)       |                 | 1989               |                 |
| 73 | Playing It Safe (Part 1)         |                 | 1989               |                 |
| 74 | Playing It Safe (Part 2)         |                 | 1989               |                 |
| 75 | A Call to Arms (Part 1)          |                 | 1989               |                 |
| 76 | A Call to Arms (Part 2)          |                 | 1989               |                 |
| 77 | Future Shock (Part 1)            |                 | 1989               |                 |
| 78 | Future Shock (Part 2)            |                 | 1989               |                 |
| 79 | For Pity's Sake (Part 1)         |                 | 1989               |                 |
| 80 | For Pity's Sake (Part 2)         |                 | 1989               |                 |
| 81 | Flashback (Part 1)               |                 | 1989               |                 |
| 82 | Flashback (Part 2)               |                 | 1989               |                 |
| 83 | Stand by Me (Part 1)             |                 | 1989               |                 |
| 84 | Stand by Me (Part 2)             |                 | 1989               |                 |